# Malone (Familienname)
Malone ist ein englischer Familienname.

## Namensträger
- Art Malone (1948–2012), US-amerikanischer American-Football-Spieler
- Bernie Malone (* 1948), irische Politikerin (Labour Party), MdEP
- Bob Malone (eigentlich Robert Maurice Meloon; * 1965), US-amerikanischer Keyboarder und Singer-Songwriter
- Brad Malone (* 1989), kanadischer Eishockeyspieler
- Brent Malone (1941–2004), bahamaischer Fotograf und Galerist
- Bugzy Malone (* 1990), britischer Rapper
- Casey Malone (* 1977), US-amerikanischer Diskuswerfer
- Cecil L’Estrange Malone (1890–1965), britischer Politiker
- Chantel Malone (* 1991), Leichtathletin von den Britischen Jungferninseln
- David Malone (* 1977), irischer Schwimmer
- Dion Malone (* 1989), niederländischer Fußballspieler
- Don Malone, US-amerikanischer Komponist, Musiker und Musikpädagoge
- Dorothy Malone (1924–2018), US-amerikanische Schauspielerin
- Dumas Malone (1892–1986), US-amerikanischer Historiker
- Edmond Malone (1741–1812), irischer Literaturwissenschaftler
- Francis Malone (* 1950), US-amerikanischer Geistlicher, Bischof von Shreveport
- Gareth Malone (* 1975), britischer Chorleiter und Showmaster
- George W. Malone (1890–1961), US-amerikanischer Politiker
- Gerry Malone (* 1950), schottischer Politiker
- Greg Malone (Schauspieler) (David Gregory Malone; * 1948), kanadischer Schauspieler und Impressionist
- Greg Malone (Eishockeyspieler) (William Gregory Malone; * 1956), kanadischer Eishockeyspieler und -scout
- J. J. Malone (1935–2004), US-amerikanischer Bluesmusiker
- James William Malone (1920–2000), US-amerikanischer Geistlicher, Bischof von Youngstown
- Jeff Malone (* 1961), US-amerikanischer Basketballspieler
- Jena Malone (* 1984), US-amerikanische Schauspielerin
- Joe Malone (1890–1969), kanadischer Eishockeyspieler
- Joe Malone (Bogenschütze) (* 1957), irischer Bogenschütze
- John Malone (* 1941), US-amerikanischer Unternehmer
- Joanne Lesley Malone (* 1963), britische Parfümeurin und Unternehmensgründerin
- Jordan Malone (* 1984), US-amerikanischer Shorttracker und Inline-Speedskater
- Josh Malone (* 1996), US-amerikanischer American-Football-Spieler
- Kali Malone (* 1994), US-amerikanische Komponistin
- Karl Malone (* 1963), US-amerikanischer Basketballspieler
- Kemp Malone (1889–1971), US-amerikanischer Philologe
- Laurence Malone (? –2021), US-amerikanischer Radrennfahrer
- Maggie Malone (* 1993), US-amerikanische Speerwerferin
- Maicel Malone-Wallace (* 1969), US-amerikanische Leichtathletin
- Martin Malone, nordirischer Fußballspieler
- Mary Malone, britische Künstlerin und Filmschauspielerin
- Maurice Malone (* 2000), deutschamerikanischer Fußballspieler
- Michael Malone (Autor) (1942–2022), US-amerikanischer Autor und Drehbuchautor
- Michael Malone (Schauspieler) (* 1968), US-amerikanischer Schauspieler
- Michael Malone (Basketballtrainer) (* 1971), US-amerikanischer Basketballtrainer
- Michael John Malone (* 1939), australischer Geistlicher, Bischof von Maitland-Newcastle
- Moses Malone (1955–2015), US-amerikanischer Basketballspieler
- Nancy Malone (1935–2014), US-amerikanische Schauspielerin und Fernsehregisseurin
- Pat Malone (1902–1943), US-amerikanischer Baseballspieler
- Patrick Malone (1916–1993), irischer Politiker
- Paul Bernard Malone (1872–1960), US-amerikanischer Generalmajor
- Post Malone (Austin Richard Post; * 1995), US-amerikanischer Künstler
- Richard Malone (* 1946), US-amerikanischer Geistlicher, Bischof von Buffalo
- Richie Malone (* 1986), irischer Rockmusiker
- Robert Malone (Footballspieler) (Robert James Malone; * 1988), US-amerikanischer American-Football-Spieler und -Agent
- Robert W. Malone (* 1959/1960), US-amerikanischer Immunologe und Molekularbiologe
- Roberto Malone (* 1956), italienischer Schauspieler
- Ross L. Malone (1910–1974), US-amerikanischer Jurist
- Russell Malone (1963–2024), US-amerikanischer Jazzgitarrist
- Ryan Malone (Eishockeyspieler) (Ryan Gregory Malone; * 1979), US-amerikanischer Eishockeyspieler
- Ryan Malone (Fußballspieler) (Ryan Patrick Malone; * 1992), US-amerikanischer Fußballspieler
- Scott Malone (* 1991), englischer Fußballspieler
- Thomas Malone (Basketballspieler) (1918–1968), irischer Basketballspieler
- Thomas F. Malone (Thomas Francis Malone; 1917–2013), US-amerikanischer Meteorologe
- Thomas Paul Malone (1915–2000), kanadischer Diplomat
- Tom Malone (* 1947), US-amerikanischer Musiker
- Vincent Malone (Bischof) (1931–2020), englischer Geistlicher, Weihbischof in Liverpool
- Vincent Malone (Sänger) (* 1958), französischer Sänger
- Vivienne Malone-Mayes (1932–1995), US-amerikanische Mathematikerin und Hochschullehrerin
- William Malone (* 1953), US-amerikanischer Regisseur